# Fernand Séverin
Pour les articles homonymes, voir Fernand et Séverin.
Fernand Séverin est un poète belge d'expression française né à Grand-Manil le 4 février 1867 et décédé à Gand le 4 septembre 1931. Il fut membre de l'Académie Royale de Langue et de Littérature Françaises de Belgique (Fauteuil 11 - 1920-1931)
Né dans la campagne brabançonne, il passe son enfance en Allemagne. À la mort de sa mère, il vient à Bruxelles et suit les cours de littérature de l'Université libre de Bruxelles. Il publie ses premiers poèmes dans la Jeune Belgique, et rejette le symbolisme naissant. Il publie un premier recueil, Le Lys (1888), qu'il reniera à cause de l'influence du symbolisme. Il fut docteur en philologie classique à l’Université libre, professeur à Virton, à Louvain et à Bruxelles. Il est nommé en 1907 à la chaire de littérature française de l’Université de Gand. Il fut un grand ami de Charles Van Lerberghe, qui le voyait comme « le plus grand et le plus pur d’entre nous ».
Indifférent aux modes, il resta fidèle à la prosodie classique et régulière, à son lyrisme et à amour de la nature. La commune de Schaerbeek a donné son nom à une rue.
Fernand Séverin a été intégré par Adolphe Van Bever et Paul Léautaud dans la seconde parution des Poètes d'aujourd'hui en 1908. Lire à ce propos le Journal littéraire de Paul Léautaud au 6 janvier 1909.

## Œuvres
- Le Lys, 1888
- Le Don d’enfance, 1890
- Un chant dans l'ombre, 1895
- Poèmes ingénus, 1899 (précédés d'un discours sur les Frances littéraires de l'étranger par Georges Barral)
- La solitude heureuse, 1904
- Poèmes : le Don d'enfance ; Un chant dans l'ombre ; les Matins angéliques ; la Solitude heureuse, 1908
- La Source au fond des bois, 1924
- Poèmes : le Don d'enfance ; Un chant dans l'ombre ; les Matins angéliques ; la Solitude heureuse,édition revue, corrigée et augmentée de poèmes inédits , 1930
- Théodore Weustenraad, poète belge, Bruxelles, Éditions de la Belgique artistique et littéraire, 1914

## Distinctions
- Commandeur de l'ordre de la Couronne (en juillet 1926).